# 연곡초등학교 (강원)
연곡초등학교는 대한민국 강원특별자치도 강릉시 연곡면 동덕리에 있는 공립 초등학교이다.

## 학교 연혁
- 1934년 3월 10일 연곡공립보통학교(4년제) 개교(설립인가 2월 15일)
- 1938년 4월 1일 연곡공립심상소학교로 개칭[1][2]
- 1940년 4월 1일 6년제로 승격
- 1941년 4월 1일 연곡공립국민학교로 개칭[3]
- 1976년 8월 4일 교사 개축
- 1996년 3월 1일 연곡초등학교로 개칭[4]
- 1999년 9월 1일 삼산분교장 통폐합
- 2000년 3월 1일 퇴곡분교장 통폐합
- 2005년 11월 14일 학교도서관 신축
- 2007년 3월 2일 병설유치원 개원
- 2009년 3월 25일 배수시설 공사
- 2010년 8월 29일 교실 리모델링
- 2014년 4월 8일 체육관(청학관), 식생활관 신축
- 2020년 1월 7일 제84회 졸업식 (총 5,336명)

## 학교 상징
- 교화(校花) - 국화 : 한여름의 뜨거움을 안으로 품었다가 서리 찬 가을 속에 향기로 하는 너, 국화여! 꺽이지 않되 돌아흐르고 거부하지 않되 안아들이는 지혜와 포용의 넓은 가슴 산 높고 골 깊은 이 터전에 함성으로 이어지는 연곡어린이의 뜻이어라
- 교목(校木) - 향나무 : 수 천년 연륜 속에내 몸 스스로 불살라도 마르지 않는 그윽한 내 향기 이제 여기 늘 푸른 자태로 우뚝 서서 비바람 눈보라 굳세게 이겨 솟는 힘 빛나는 슬기 누리에 퍼져 끝없는 영광의 꽃 활짝 피우리라

## 참고 자료
- 연곡초등학교 - 한국교육학술정보원 학교알리미